# タジ・マハール (アルバム)
『タジ・マハール』（Taj Mahal）は、アメリカ合衆国のブルース・ミュージシャン、タジ・マハールが1968年に発表した初のスタジオ・アルバム。

## 背景
マハールは当初、ライ・クーダーらと共に結成したグループ「ザ・ライジング・サンズ」としてコロムビア・レコードとの契約を得るが、同バンド名義のリリースはシングル1作のみに終わり、残りの録音は1992年まで発表されなかった。その後マハールは、ソロ・アーティストとしてコロムビアとの契約を継続し、1968年に本作でデビューを果たす。
オリジナルLPのジャケットは、ロサンゼルスにあるヴィクトリア様式の住宅の前でギターを弾くマハールの写真に、鳥やチョウの絵がコラージュされていた。ただし、マハールによれば、このデザインは自分の意図に反していたとのことで、2000年リマスターCDのジャケットは、コラージュが外されて写真とタイトル・ロゴのみのデザインに変更された。

## 評価・影響
Bruce Ederはオールミュージックにおいて満点の5点を付け「多くのベテランのブルース・アーティストが（多くの場合はレコード・レーベルに強要されて）サイケデリアに傾倒し始めた年に、古いブルースと新しいブルースのサウンドのハードかつエキサイティングな融合を、レコード上で表現してみせた」と評している。マハールのオリジナル曲「EZライダー」は、ジョニー・ウィンターのアルバム『ホワイト、ホット&ブルー』（1978年）でカヴァーされた。

## 収録曲
1. リーヴィング・トランク - "Leaving Trunk" (Sleepy John Estes) - 4:51
2. ステイツボロ・ブルース - "Statesboro Blues" (Blind Willie McTell) - 2:59
3. チェッキン・アップ・オン・マイ・ベイビー - "Checkin' Up on My Baby" (Sonny Boy Williamson) - 4:55
4. エヴリバディズ・ゴット・トゥ・チェンジ・サムタイム - "Everybody's Got to Change Sometime" (S. J. Estes) - 2:57
5. EZライダー - "EZ Rider" (Taj Mahal) - 3:04
6. ダスト・マイ・ブルーム - "Dust My Broom" (Robert Johnson) - 2:39
7. ダイヴィング・ダック・ブルース - "Diving Duck Blues" (S. J. Estes) - 2:42
8. セレブレイテッド・ウォーキン・ブルース - "The Celebrated Walkin' Blues" (Traditional) - 8:52

## 参加ミュージシャン
- タジ・マハール - ボーカル、ハーモニカ、スライドギター
- ジェシ・エド・デイヴィス - リードギター、ピアノ
- ライ・クーダー - リズムギター、マンドリン
- ビル・ボートマン - リズムギター
- ジェイムズ・トーマス - ベース
- ゲイリー・ギルモア - ベース
- サンフォード・コニコフ - ドラムス
- チャールズ・ブラックウェル - ドラムス